# Сочени (Караш-Северин)
Сочени (рум. Soceni) насеље је у Румунији у округу Караш-Северин у општини Езериш. Oпштина се налази на надморској висини од 249 m.

## Прошлост
Аустријски царски ревизор Ерлер је 1774. године констатовао да место "Сочан" припада Букошничком округу, Карансебешког дистрикта. Становништво је било претежно влашко.

## Становништво
Према подацима из 2002. године у насељу је живело 705 становника, од којих су сви румунске националности.